# 哈德斯多夫-卡门
哈德斯多夫-卡门是奥地利下奥地利州克雷姆斯兰县的一个市镇。总面积4.8平方公里，总人口1941人，人口密度404.4人/平方公里（2005年）。